# ميتش بيليجي
ميتش بيليجي (بالإنجليزية: Mitch Pileggi)‏ هو ممثل أمريكي، ولد في 5 أبريل 1952 في الولايات المتحدة.

## أعمال

### أفلام
- (1992) غريزة أساسية[6][7][8]
- (2017)  آخر فارس[9][10]

### مسلسلات
- الإخوة والأخوات
- الملفات الغامضة
- تشريح غراي
- خارق للطبيعة
- كاسل
- كولد كيس

## وصلات خارجية
- ميتش بيليجي على موقع IMDb (الإنجليزية)
- ميتش بيليجي على موقع روتن توميتوز (الإنجليزية)
- ميتش بيليجي على موقع ألو سيني (الفرنسية)
- ميتش بيليجي على موقع ميوزك برينز (الإنجليزية)
- ميتش بيليجي على موقع أول موفي (الإنجليزية)
- ميتش بيليجي على موقع قاعدة بيانات الأفلام السويدية (السويدية)
- ميتش بيليجي على موقع إن إن دي بي (الإنجليزية)
- ميتش بيليجي على موقع قاعدة بيانات الفيلم (الإنجليزية)
- ميتش بيليجي على موقع كينوبويسك (الروسية)